# Anelaphus subdepressum
Anelaphus subdepressum là một loài bọ cánh cứng trong họ Cerambycidae.